# Hemliga armén
Hemliga armén (engelska: Secret Army) är en brittisk dramaserie, skapad av Gerard Glaister, ursprungligen sänd på BBC One 1977–1979. 

## Handling
Serien handlar om den belgiska organisationen Lifeline (svenska Livlinan) och caféägaren Albert Foiret, med bas i det av Nazityskland ockuperade Bryssel. De räddar nedskjutna brittiska RAF-flygare undan nazisterna och tillbaka till England under andra världskriget. Deras specialitet är att gömma och smuggla undan nedskjutna allierade piloter för att de inte ska gripas av den tyska ockupationsmakten. 

## Om serien
Sammanlagt producerades det 42 avsnitt av serien (16, 13 respektive 13 för respektive år). Ett 43:e inspelat avsnitt, "What Did You Do in the War, Daddy?", sändes aldrig i TV. 
TV-seriens vinjettmelodi, komponerad av Robert Farnon, är särskilt minnesvärd. Serien visades tre somrar i rad i SVT 1981–1983; i SVT visades dock bara 39 avsnitt. Sommaren 1983 visades därefter den fristående fortsättningen Kessler.
Alla tre säsongerna av serien finns utgivna på DVD.
Komediserien 'Allå, 'allå, 'emliga armén är en parodi på Hemliga armén.

## Rollista i urval
- Albert Foiret – Bernard Hepton
- Lisa 'Yvette' Colbert – Jan Francis (första serien)
- Monique Duchamps – Angela Richards
- Sturmbannführer/Standartenführer Ludwig Kessler – Clifford Rose
- Major Erwin Brandt – Michael Culver
- Natalie Chantrens – Juliet Hammond-Hill
- Dr. Pascal Keldermans – Valentine Dyall
- Alain Muny – Ron Pember